# ダレル・ブラウン
ダレル・ブラウン（Darrel Brown、1984年10月11日 ‐ ）は、トリニダード・トバゴの陸上競技選手。専門は100mを中心とした短距離走で、100mの自己ベストは9秒99。ユース（18歳未満）やジュニア（20歳未満）年代から世界大会で活躍し、16歳305日で2001年エドモントン世界選手権男子4×100mリレーの銀メダリスト、18歳318日で2003年パリ世界選手権男子100mの銀メダリストになった。これは共に世界選手権同種目の最年少メダリスト記録であり、現在もまだ破られていない。男子100mの元ユース世界最高記録保持者、元ジュニア世界記録保持者。

## 経歴
2000年10月、15歳で世界ジュニア選手権に出場。男子100mでは決勝で10秒40（+0.1）をマークし、3位のマルク・バーンズと同タイム着差ありの4位に入った。男子4×100mリレーではアンカーを務め、決勝で40秒03のジュニアトリニダード・トバゴ記録（当時）を樹立して4位に入り、2種目で入賞を果たした。
2001年8月、エドモントン世界選手権男子4×100mリレーのメンバーに選出され、16歳でシニアの世界大会デビューを果たした。ブラウンは予選・準決勝・決勝の全てでアンカーを務め、予選と決勝ではトリニダード・トバゴ記録（当時）を樹立して銀メダルを獲得した。16歳305日で銀メダルを獲得したブラウンは、世界選手権同種目の最年少メダリスト記録を更新した。
2003年8月、世界大会の個人種目初出場となったパリ世界選手権男子100mでは18歳318日で銀メダルを獲得し、世界選手権同種目の最年少メダリスト記録と最年少ファイナリスト記録を更新した。

## 記録
男子100mでは15歳、16歳、17歳、18歳の各年齢別世界最高記録、ユース世界最高記録とジュニア世界記録、世界ユース選手権と世界ジュニア選手権の大会記録を保持していた時期もあった。ジュニア世界記録は約11年間保持していたが、2014年6月にアメリカのトレイボン・ブロメルがジュニア初の9秒台をマークして更新された。男子200mでは14歳世界最高記録（21秒20/+1.9）を保持していた時期もあった。

## 自己ベスト
記録欄の（　）内の数字は風速（m/s）で、+は追い風を意味する。
| 種目 | 記録          | 年月日        | 場所               | 備考           |
| 屋外 | 屋外          | 屋外          | 屋外               | 屋外           |
| ---- | ------------- | ------------- | ------------------ | -------------- |
| 100m | 9秒99 (+1.0)  | 2005年6月25日 | ポートオブスペイン |                |
| 100m | 9秒88w (+3.0) | 2007年6月23日 | ポートオブスペイン | 追い風参考記録 |
| 200m | 20秒41        | 2001年5月6日  | ポートオブスペイン |                |
| 室内 |               |               |                    |                |
| 55m  | 6秒15         | 2003年2月9日  | ゲインズビル       |                |
| 60m  | 6秒59         | 2004年2月14日 | フェイエットビル   |                |

## 主要大会成績
備考欄の記録は当時のもの
| 年   | 大会                                           | 場所                   | 種目      | 結果    | 記録          | 備考                                          |
| ---- | ---------------------------------------------- | ---------------------- | --------- | ------- | ------------- | --------------------------------------------- |
| 1998 | カリフタゲームズ (en) (U17)                    | ポートオブスペイン     | 100m      | 5位     | 10秒92 (-0.7) |                                               |
| 1998 | 中央アメリカ・カリブ ジュニア選手権 (en) (U17) | ジョージタウン         | 100m      | 2位     | 10秒82 (+1.2) |                                               |
| 1998 | 中央アメリカ・カリブ ジュニア選手権 (en) (U17) | ジョージタウン         | 4x100mR   | 2位     | 42秒21 (4走)  |                                               |
| 1999 | カリフタゲームズ (en) (U17)                    | フォール＝ド＝フランス | 100m      | 優勝    | 10秒67 (-0.8) |                                               |
| 1999 | カリフタゲームズ (en) (U17)                    | フォール＝ド＝フランス | 200m      | 優勝    | 21秒20 (+1.9) |                                               |
| 2000 | カリフタゲームズ (en) (U17)                    | セントジョージズ       | 100m      | 優勝    | 10秒36 (+1.5) | 大会記録                                      |
| 2000 | カリフタゲームズ (en) (U17)                    | セントジョージズ       | 200m      | 優勝    | 21秒20 (+1.7) | 大会記録                                      |
| 2000 | 中央アメリカ・カリブ ジュニア選手権 (en) (U17) | サンフアン             | 100m      | 優勝    | 10秒47 (+1.2) | 大会記録                                      |
| 2000 | 中央アメリカ・カリブ ジュニア選手権 (en) (U17) | サンフアン             | 4x100mR   | 優勝    | 21秒46 (+2.4) |                                               |
| 2000 | 中央アメリカ・カリブ ジュニア選手権 (en) (U17) | サンフアン             | 4x100mR   | 優勝    | 41秒62 (2走)  | 大会記録                                      |
| 2000 | 世界ジュニア選手権                             | サンティアゴ           | 100m      | 4位     | 10秒40 (+1.0) |                                               |
| 2000 | 世界ジュニア選手権                             | サンティアゴ           | 200m      | 1次予選 | 52秒84 (+1.0) |                                               |
| 2000 | 世界ジュニア選手権                             | サンティアゴ           | 4x100mR   | 4位     | 40秒03 (4走)  | ジュニアトリニダード・トバゴ記録              |
| 2001 | カリフタゲームズ (en) (U20)                    | ブリッジタウン         | 100m      | 優勝    | 10秒24 (0.0)  | 大会記録                                      |
| 2001 | 世界ユース選手権 (en)                          | デブレツェン           | 100m      | 優勝    | 10秒31 (-0.2) | 大会記録                                      |
| 2001 | 世界ユース選手権 (en)                          | デブレツェン           | 200m      | 予選    | DNF           |                                               |
| 2001 | 世界ユース選手権 (en)                          | デブレツェン           | メドレーR | 予選    | DNS (1走)     |                                               |
| 2001 | 世界選手権                                     | エドモントン           | 4x100mR   | 2位     | 38秒58 (4走)  | トリニダード・トバゴ記録 最年少メダリスト記録 |
| 2001 | パンアメリカン ジュニア選手権 (en)             | サンタフェ             | 100m      | 2位     | 10秒49 (+0.7) |                                               |
| 2001 | パンアメリカン ジュニア選手権 (en)             | サンタフェ             | 4x100mR   | 4位     | 40秒03 (4走)  | ジュニアトリニダード・トバゴ記録              |
| 2002 | カリフタゲームズ (en) (U20)                    | ナッソー               | 100m      | 優勝    | 10秒22 (+0.9) | 大会記録                                      |
| 2002 | 中央アメリカ・カリブ ジュニア選手権 (en)       | ブリッジタウン         | 100m      | 優勝    | 10秒18 (+0.7) | 大会記録                                      |
| 2002 | 世界ジュニア選手権                             | キングストン           | 100m      | 優勝    | 10秒09 (-0.6) | 大会記録                                      |
| 2002 | 世界ジュニア選手権                             | キングストン           | 4x100mR   | 3位     | 39秒17 (4走)  | ジュニアトリニダード・トバゴ記録              |
| 2003 | カリフタゲームズ (en) (U20)                    | ポートオブスペイン     | 100m      | 優勝    | 10秒20 (+3.8) |                                               |
| 2003 | カリフタゲームズ (en) (U20)                    | ポートオブスペイン     | 4x100mR   | 2位     | 40秒64 (4走)  |                                               |
| 2003 | 中央アメリカ・カリブ選手権 (en)                | セントジョージズ       | 100m      | 2位     | 10秒17 (+0.6) |                                               |
| 2003 | 中央アメリカ・カリブ選手権 (en)                | セントジョージズ       | 4x100mR   | 優勝    | 39秒05 (4走)  | 大会記録                                      |
| 2003 | パンアメリカン競技大会 (en)                    | サントドミンゴ         | 4x100mR   | 2位     | 38秒53 (4走)  |                                               |
| 2003 | 世界選手権                                     | パリ                   | 100m      | 2位     | 10秒08 (0.0)  | 最年少メダリスト記録 最年少ファイナリスト記録 |
| 2004 | オリンピック                                   | アテネ                 | 4x100mR   | 7位     | 38秒60 (4走)  |                                               |
| 2005 | 中央アメリカ・カリブ選手権 (en)                | ナッソー               | 100m      | 優勝    | 10秒02 (+1.9) | 大会記録                                      |
| 2005 | 中央アメリカ・カリブ選手権 (en)                | ナッソー               | 4x100mR   | 優勝    | 38秒47 (4走)  | トリニダード・トバゴ記録 大会記録             |
| 2005 | 世界選手権                                     | ヘルシンキ             | 100m      | 準決勝  | 10秒16 (-1.0) |                                               |
| 2005 | 世界選手権                                     | ヘルシンキ             | 4x100mR   | 2位     | 38秒10 (4走)  | トリニダード・トバゴ記録                      |
| 2005 | ワールドアスレチックファイナル (en)            | モナコ                 | 100m      | 4位     | 10秒05 (-0.6) |                                               |
| 2006 | 英連邦競技大会 (en)                            | メルボルン             | 100m      | 2次予選 | 10秒79 (-0.5) |                                               |
| 2008 | 中央アメリカ・カリブ選手権 (en)                | カリ                   | 100m      | 優勝    | 10秒12 (+0.6) |                                               |
| 2008 | オリンピック                                   | 北京                   | 100m      | 2次予選 | 10秒93 (-0.1) |                                               |
| 2009 | 世界選手権                                     | ベルリン               | 4x100mR   | 2位     | 37秒62 (1走)  | トリニダード・トバゴ記録                      |
| 2011 | 中央アメリカ・カリブ選手権 (en)                | マヤグエス             | 4x100mR   | 2位     | 38秒89 (2走)  |                                               |
| 2014 | 英連邦競技大会 (en)                            | グラスゴー             | 100m      | 予選    | DNS           |                                               |